# Лазаркиња
Лазаркиња, првенац или мирисни броћ (лат. Galium odoratum) вишегодишња је зељаста биљка из породице броћева (Rubiaceae). Ранији стручни назив (и базионим) ове биљке је Asperula odorata. Период цветања је од маја до јуна.

## Опис
Стабло је усправно, висине до пола метра, без длачица. Листови су прстасти, од 6 до 8 лиски садрже. Облик лиски је копљаст или ланцетаст, са трном на врху, нису назубљене, седећи, величине неколико центиметара. Цветови су веома ситни, бели, интензивног мириса и организовани су у гроздасту цваст. Број прашника је 4. Плод је мерикарп, састављен из 2 плодника са бројним длачицама.

## Ареал распрострањења
Среће се на подручју Европе, појединим областима Азије и Северне Америке.

## Станиште
Густе шуме, са пуно хранљивих материја.

## Порекло назива
Назив Gallium, води порекло од речи gala, односно млеко на грчком, пошто је ова биљка употребљивана као средство за потребе добијања млечних производа, док је odoratum, латински придев и значи миришљаво.

## Употреба и лековитост
Користи се осушена биљка као зачинска. Налази примену и као диуретик, антисептик, и против мигрена. Семе може да се користи за справљање напитака.

## Галерија
- Galium odoratum
- Galium odoratum
- Galium sp.
- Galium sp.